# 碉堡梁遗址
碉堡梁遗址，位于中国甘肃省张家川回族自治县，为一个省级文物保护单位，类型为古遗址。
碉堡梁遗址的历史年代为新石器时代至青铜时代。